# تپه قلعه کهنه دیر
تپه قلعه کهنه دیر مربوط به دوران‌های تاریخی پس از اسلام است و در شهرستان فیروز کوه، روستای پیرده و درده واقع شده و این اثر در تاریخ ۲۵ اردیبهشت ۱۳۸۰ با شمارهٔ ثبت ۳۸۳۵ به‌عنوان یکی از آثار ملی ایران به ثبت رسیده است.